# Municipio de McKendree
El municipio de McKendree (en inglés: McKendree Township) es un municipio ubicado en el condado de Vermilion en el estado estadounidense de Illinois. En el año 2010 tenía una población de 807 habitantes y una densidad poblacional de 10,61 personas por km².

## Geografía
Según la Oficina del Censo de los Estados Unidos, el municipio tiene una superficie total de 76.06 km², de la cual 75,75 km² corresponden a tierra firme y (0,41 %) 0,31 km² es agua.

## Demografía
Según el censo de 2010, había 807 personas residiendo en el municipio de McKendree. La densidad de población era de 10,61 hab./km². De los 807 habitantes, el municipio de McKendree estaba compuesto por el 99,01 % blancos, el 0,37 % eran amerindios, el 0,12 % eran de otras razas y el 0,5 % eran de una mezcla de razas. Del total de la población el 0,87 % eran hispanos o latinos de cualquier raza.